# Galata, Cypern
Galata är en by i den grekcypriotiskt kontrollerade delen av ön Cypern i östra Medelhavet. Staden ligger i Soleadalen i Troodosbergen. Galata ligger ungefär 60 kilometer väster om Nicosia.